# Endeavour II (yacht)
Pour les articles homonymes, voir Endeavour.
L’Endeavour II est un voilier de la classe J construit en 1936 par les chantiers Camper & Nicholsons sur un plan de Charles Nicholson pour Sir Thomas Sopwith pour être un challenger de la Coupe de l'America. Il a fait suite à la construction, en 1934, du premier Endeavour.

## Histoire

Guidon du RYS

Ce voilier exceptionnel, deuxième du nom, qui appartenait au Royal Yacht Squadron du Royaume-Uni, bénéficia d'un mât et d'une coque en acier (l'ensemble mât et gréement pesant moins de 3 tonnes). Son numéro de voile est J-K6.
L’Endeavour II fera sa première course le 24 juin 1936 au large de Falmouth en Cornouaille. Il démâtera deux fois cette même année.
Lors de la Coupe de l'America de 1937 il ne pourra pas vaincre Ranger malgré sa technologie.
Au retour vers le Royaume-Uni, son capitaine George William meurt à bord d'une rupture d'ulcère. 
En 1938, l’Endeavour II est abandonné sur la rivière Hamble. Après la Seconde Guerre mondiale, il est vendu à la ferraille. Il ne fut totalement détruit qu'en 1968.

## Réplique de l’Endeavour II
Les architectes navals de Dykstra & Partners d'Amsterdam ont fait construire une réplique par la Royal Huisman Shipyard à Vollenhove aux Pays-Bas, en respectant les règles de la JCA (J Class Association).
Le nouvel Endeavour II fut lancé en 1989 sous le nom de Hanuman.